# Jan Långben som segelflygare
Jan Långben som segelflygare (även Långben som segelflygare) (engelska: Goofy's Glider) är en amerikansk animerad kortfilm med Långben från 1940.

## Handling
Långben försöker prova på flygning med sitt hemgjorda segelflygplan, men det verkar inte gå så bra. Han har bland annat svårigheter med själva lyftningen.

## Om filmen
Filmen är den första instruktionsfilmen med Långben i huvudrollen och med en berättare. Det är dock inte den första som på engelska börjar med How to i titeln. Den första som började med How to var Jan Långben idrottar som släpptes 1942.
Filmen är den första Långben-filmen som animatören Jack Kinney arbetade med.
Filmen gav upphov till attraktionen Goofy's Sky School i parken Disney California Adventure på Disneyland.
Filmen hade svensk premiär den 21 april 1941 och visades på biografen Spegeln i Stockholm.
Filmen har givits ut på VHS och DVD och finns dubbad till svenska.

## Rollista
- George Johnson – Långben
- John McLeish – berättare[1]